# Hrabstwo Eureka

Piramida wieku hrabstwa

Hrabstwo Eureka – hrabstwo w stanie Nevada, jedno z najmniej zaludnionych – w 2000 roku populacja wynosiła 1651 osób. Znajduje się w środkowo-północnej części stanu. Stolicą jest Eureka.

## Historia
W 1873 roku odkryto złoża srebra w odległości ponad 100 mil (ponad 160,9 km) od Austin. Nowi górnicy skarżyli się, że mieli zbyt dalego do władz i ośrodków handlowych hrabstwa. Dlatego powstało hrabstwo Eureka poprzez wyodrębnienie z hrabstwa Lander. Nazwa pochodzi z greki „znalazłem to”. Nie był to nowy termin – już wcześniej był oficjalną dewizą Kalifornii i kilku innych miejsc. Stolicą od zawsze była Eureka.

## Geografia
Całkowity obszar wynosi 10 826 km², z czego 11 km² stanowi woda. To zaledwie 0,10% powierzchni.
W hrabstwie znajduje się miasto-widmo: Beowawe.

### CDP
- Eureka
- Crescent Valley

### Sąsiednie hrabstwa
- Hrabstwo Elko – północ, północny wschód
- Hrabstwo Whipe Pine – wschód
- Hrabstwo Nye – południe
- Hrabstwo Lander – zachód